# Bernard Reyboz
Bernard Reyboz (1951-2012), est un illustrateur, sculpteur, dessinateur, artiste peintre et créateur d'installations français.

## Biographie
Bernard Reyboz naît le 19 octobre 1951 à Lyon. 
Il se forme aux Beaux-arts de Besançon puis à la Villa Arson à Nice. Il travaille ensuite dans l’illustration, la publicité, l’édition. Il collabore notamment à Fluide glacial. À partir de 1980,  il se consacre à son travail de création artistique. Il expose à Nice, Tokyo, Paris, Pusan.
Bernard Reyboz meurt le 4 janvier 2012 à Antibes.

## Œuvres
- Patrick Bertrand, Jumoscénario, illustrations de Bernard Reyboz, Tipaza, 1996

## Expositions
- Reyboz, Musée Peynet et du dessin humoristique d’Antibes, 2012-2013[3]
- Bernard Reyboz, Sans Titre – Sculptures, dessins, peintures, installations, objets, Centre international d'art contemporain, Carros, 2012[4]

### Bibliographie

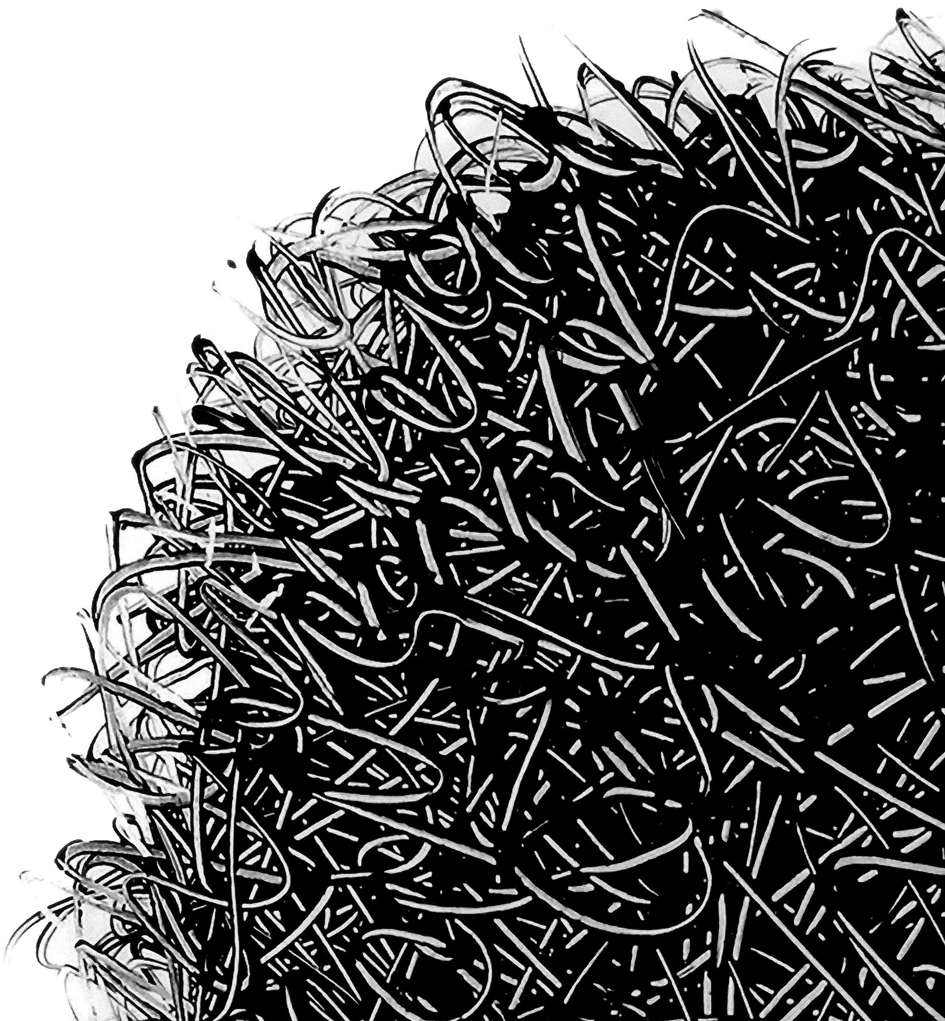
Détail de l'estampe Chrysalide - Édition de tête du catalogue raisonné de l'artiste édité par Artstoatrs